# Élections municipales de 2026 en Lozère
Pour un article plus général, voir Élections municipales françaises de 2026.
Les élections municipales en Lozère sont prévues en mars 2026. Cette page ne traite que les communes de 1 000 habitants et plus en Lozère.

## Résultats à l'échelle du département

### Maires sortants et maires élus
| Commune                   | Population (en 2022) | Maire sortant(e)    | Parti | Parti | Maire élu(e) | Parti | Parti |
| ------------------------- | -------------------- | ------------------- | ----- | ----- | ------------ | ----- | ----- |
| Banassac-Canilhac         | 1 069                | David Rodrigues     |       | SE    |              |       |       |
| Bourgs sur Colagne        | 2 077                | Lionel Bouniol      |       | DVD   |              |       |       |
| La Canourgue              | 2 095                | Claude Malzac       |       | DVD   |              |       |       |
| Chanac                    | 1 421                | Philippe Rochoux    |       | MoDem |              |       |       |
| Florac Trois Rivières     | 2 111                | Flore Thérond       |       | PCF   |              |       |       |
| Langogne                  | 2 860                | Marc Oziol          |       | PS    |              |       |       |
| Marvejols                 | 4 752                | Patricia Bremond    |       | DVG   |              |       |       |
| Mende                     | 12 322               | Régine Bourgade     |       | MoDem |              |       |       |
| Mont Lozère et Goulet     | 1 107                | Pascal Beaury       |       | PS    |              |       |       |
| Montrodat                 | 1 168                | Rémi André          |       | DVG   |              |       |       |
| Monts-de-Randon           | 1 209                | Francis Saint-Léger |       | DVD   |              |       |       |
| Peyre en Aubrac           | 2 304                | Alain Astruc        |       | DVD   |              |       |       |
| Saint-Alban-sur-Limagnole | 1 378                | Samuel Soulier      |       | SE    |              |       |       |
| Saint-Chély-d'Apcher      | 4 025                | Christine Hugon     |       | LR    |              |       |       |

### Résultats en nombre de maires
| Partis       | Partis                    | Maires sortants | Maires élus | Évolution |
| ------------ | ------------------------- | --------------- | ----------- | --------- |
|              | Divers gauche             | 2               |             |           |
|              | Parti socialiste          | 2               |             |           |
|              | Parti communiste français | 1               |             |           |
| Total gauche | Total gauche              | 5               |             |           |
|              | Divers droite             | 4               |             |           |
|              | Les Républicains          | 1               |             |           |
| Total droite | Total droite              | 5               |             |           |
|              | Mouvement démocrate       | 2               |             |           |
| Total centre | Total centre              | 2               |             |           |
|              | Sans étiquette            | 2               |             |           |
| Total        | Total                     | 14              | 14          | -         |

## Résultats dans les communes de plus de 1 000 habitants

### Banassac-Canilhac
- Maire sortant : David Rodrigues (SE)
- 15 sièges à pourvoir au conseil municipal (population légale 2022 : 1 069 habitants)
- 4 sièges à pourvoir au conseil communautaire (CC Aubrac Lot Causses Tarn)

| Tête de liste | Tête de liste | Parti(s) | Nuance | Premier tour | Premier tour | Second tour | Second tour | Sièges | Sièges |
| Tête de liste | Tête de liste | Parti(s) | Nuance | Voix         | %            | Voix        | %           | CM     | CC     |
| ------------- | ------------- | -------- | ------ | ------------ | ------------ | ----------- | ----------- | ------ | ------ |

### Bourgs sur Colagne
- Maire sortant : Lionel Bouniol (DVD)
- 23 sièges à pourvoir au conseil municipal (population légale 2022 : 2 077 habitants)
- 7 sièges à pourvoir au conseil communautaire (CC du Gévaudan)

| Tête de liste | Tête de liste | Parti(s) | Nuance | Premier tour | Premier tour | Second tour | Second tour | Sièges | Sièges |
| Tête de liste | Tête de liste | Parti(s) | Nuance | Voix         | %            | Voix        | %           | CM     | CC     |
| ------------- | ------------- | -------- | ------ | ------------ | ------------ | ----------- | ----------- | ------ | ------ |

### La Canourgue
- Maire sortant : Claude Malzac (DVD)
- 19 sièges à pourvoir au conseil municipal (population légale 2022 : 2 095 habitants)
- 8 sièges à pourvoir au conseil communautaire (CC Aubrac Lot Causses Tarn)

| Tête de liste | Tête de liste | Parti(s) | Nuance | Premier tour | Premier tour | Second tour | Second tour | Sièges | Sièges |
| Tête de liste | Tête de liste | Parti(s) | Nuance | Voix         | %            | Voix        | %           | CM     | CC     |
| ------------- | ------------- | -------- | ------ | ------------ | ------------ | ----------- | ----------- | ------ | ------ |

### Chanac
- Maire sortant : Philippe Rochoux (MoDem)
- 15 sièges à pourvoir au conseil municipal (population légale 2022 : 1 421 habitants)
- 5 sièges à pourvoir au conseil communautaire (CC Aubrac Lot Causses Tarn)

| Tête de liste | Tête de liste | Parti(s) | Nuance | Premier tour | Premier tour | Second tour | Second tour | Sièges | Sièges |
| Tête de liste | Tête de liste | Parti(s) | Nuance | Voix         | %            | Voix        | %           | CM     | CC     |
| ------------- | ------------- | -------- | ------ | ------------ | ------------ | ----------- | ----------- | ------ | ------ |

### Florac Trois Rivières
- Maire sortante : Flore Thérond (PCF)
- 23 sièges à pourvoir au conseil municipal (population légale 2022 : 2 111 habitants)
- 9 sièges à pourvoir au conseil communautaire (CC Gorges Causses Cévennes)

| Tête de liste | Tête de liste | Parti(s) | Nuance | Premier tour | Premier tour | Second tour | Second tour | Sièges | Sièges |
| Tête de liste | Tête de liste | Parti(s) | Nuance | Voix         | %            | Voix        | %           | CM     | CC     |
| ------------- | ------------- | -------- | ------ | ------------ | ------------ | ----------- | ----------- | ------ | ------ |

### Langogne
- Maire sortant : Marc Oziol (PS)
- 23 sièges à pourvoir au conseil municipal (population légale 2022 : 2 860 habitants)
- 13 sièges à pourvoir au conseil communautaire (CC du Haut Allier)

| Tête de liste | Tête de liste | Parti(s) | Nuance | Premier tour | Premier tour | Second tour | Second tour | Sièges | Sièges |
| Tête de liste | Tête de liste | Parti(s) | Nuance | Voix         | %            | Voix        | %           | CM     | CC     |
| ------------- | ------------- | -------- | ------ | ------------ | ------------ | ----------- | ----------- | ------ | ------ |

### Marvejols
- Maire sortante : Patricia Bremond (DVG)
- 27 sièges à pourvoir au conseil municipal (population légale 2022 : 4 752 habitants)
- 15 sièges à pourvoir au conseil communautaire (CC du Gévaudan)

| Tête de liste | Tête de liste | Parti(s) | Nuance | Premier tour | Premier tour | Second tour | Second tour | Sièges | Sièges |
| Tête de liste | Tête de liste | Parti(s) | Nuance | Voix         | %            | Voix        | %           | CM     | CC     |
| ------------- | ------------- | -------- | ------ | ------------ | ------------ | ----------- | ----------- | ------ | ------ |

### Mende
- Maire sortante : Régine Bourgade (MoDem)
- 33 sièges à pourvoir au conseil municipal (population légale 2022 : 12 322 habitants)
- 14 sièges à pourvoir au conseil communautaire (CC Cœur de Lozère)

| Tête de liste | Tête de liste | Parti(s) | Nuance | Premier tour | Premier tour | Second tour | Second tour | Sièges | Sièges |
| Tête de liste | Tête de liste | Parti(s) | Nuance | Voix         | %            | Voix        | %           | CM     | CC     |
| ------------- | ------------- | -------- | ------ | ------------ | ------------ | ----------- | ----------- | ------ | ------ |

### Mont Lozère et Goulet
- Maire sortant : Pascal Beaury (PS)
- 19 sièges à pourvoir au conseil municipal (population légale 2022 : 1 107 habitants)
- 6 sièges à pourvoir au conseil communautaire (CC Mont-Lozère)

| Tête de liste | Tête de liste | Parti(s) | Nuance | Premier tour | Premier tour | Second tour | Second tour | Sièges | Sièges |
| Tête de liste | Tête de liste | Parti(s) | Nuance | Voix         | %            | Voix        | %           | CM     | CC     |
| ------------- | ------------- | -------- | ------ | ------------ | ------------ | ----------- | ----------- | ------ | ------ |

### Montrodat
- Maire sortant : Rémi André (DVG)
- 15 sièges à pourvoir au conseil municipal (population légale 2022 : 1 168 habitants)
- 3 sièges à pourvoir au conseil communautaire (CC du Gévaudan)

| Tête de liste | Tête de liste | Parti(s) | Nuance | Premier tour | Premier tour | Second tour | Second tour | Sièges | Sièges |
| Tête de liste | Tête de liste | Parti(s) | Nuance | Voix         | %            | Voix        | %           | CM     | CC     |
| ------------- | ------------- | -------- | ------ | ------------ | ------------ | ----------- | ----------- | ------ | ------ |

### Monts-de-Randon
- Maire sortant : Francis Saint-Léger (DVD)
- 19 sièges à pourvoir au conseil municipal (population légale 2022 : 1 209 habitants)
- 9 sièges à pourvoir au conseil communautaire (CC Randon - Margeride)

| Tête de liste | Tête de liste | Parti(s) | Nuance | Premier tour | Premier tour | Second tour | Second tour | Sièges | Sièges |
| Tête de liste | Tête de liste | Parti(s) | Nuance | Voix         | %            | Voix        | %           | CM     | CC     |
| ------------- | ------------- | -------- | ------ | ------------ | ------------ | ----------- | ----------- | ------ | ------ |

### Peyre en Aubrac
- Maire sortant : Alain Astruc (DVD)
- 23 sièges à pourvoir au conseil municipal (population légale 2022 : 2 304 habitants)
- 15 sièges à pourvoir au conseil communautaire (CC des Hautes Terres de l'Aubrac)

| Tête de liste | Tête de liste | Parti(s) | Nuance | Premier tour | Premier tour | Second tour | Second tour | Sièges | Sièges |
| Tête de liste | Tête de liste | Parti(s) | Nuance | Voix         | %            | Voix        | %           | CM     | CC     |
| ------------- | ------------- | -------- | ------ | ------------ | ------------ | ----------- | ----------- | ------ | ------ |

### Saint-Alban-sur-Limagnole
- Maire sortant : Samuel Soulier (SE)
- 15 sièges à pourvoir au conseil municipal (population légale 2022 : 1 378 habitants)
- 4 sièges à pourvoir au conseil communautaire (CC des Terres d'Apcher-Margeride-Aubrac)

| Tête de liste | Tête de liste | Parti(s) | Nuance | Premier tour | Premier tour | Second tour | Second tour | Sièges | Sièges |
| Tête de liste | Tête de liste | Parti(s) | Nuance | Voix         | %            | Voix        | %           | CM     | CC     |
| ------------- | ------------- | -------- | ------ | ------------ | ------------ | ----------- | ----------- | ------ | ------ |

### Saint-Chély-d'Apcher
- Maire sortante : Christine Hugon (LR)
- 27 sièges à pourvoir au conseil municipal (population légale 2022 : 4 025 habitants)
- 15 sièges à pourvoir au conseil communautaire (CC des Terres d'Apcher-Margeride-Aubrac)

| Tête de liste | Tête de liste | Parti(s) | Nuance | Premier tour | Premier tour | Second tour | Second tour | Sièges | Sièges |
| Tête de liste | Tête de liste | Parti(s) | Nuance | Voix         | %            | Voix        | %           | CM     | CC     |
| ------------- | ------------- | -------- | ------ | ------------ | ------------ | ----------- | ----------- | ------ | ------ |